# Richard III Ouverture
De Richard III Ouverture is een compositie van Edward German uit 1889.
German was nog aan het studeren aan de Royal Academy of Music, toen hij benaderd werd om te komen dirigeren in het Globe Theatre. De toenmalige directeur had het theater net gekocht, maar had geen dirigent en muzikaal leider. German ging op het voorstel in, niet vermoedend dat het zijn carrière een flinke impuls zou geven, maar ook dat het hem in zijn latere muzikale leven flink dwars zou zitten. Door in te gaan op de aanbieding moest German zijn talent verdelen over lichte muziek en serieuze klassieke muziek. Zijn klassieke muziek heeft later te lijden gehad onder de populariteit van zijn lichte muziek.
De Richard III Ouverture is een deel in de toneelmuziek bij opvoeringen van het toneelstuk Richard III (1593) van Shakespeare. De gehele muzikale begeleiding kon op de goedkeuring van het publiek en recensenten rekenen, maar alleen de ouverture is nu nog weleens, alhoewel zelden, in het repertoire te vinden. German heeft het ongeveer 10 minuten durend werkje later aangepast voor uitvoering door symfonieorkest, maar dat waren slechts cosmetische wijzigingen. Er werd een derde trombone toegevoegd en de mogelijkheid een contrafagot mee te laten spelen (ad lib). Alleen de ouverture is uitgegeven, alhoewel German geprobeerd heeft de gehele partituur te laten drukken.
Er zou nog veel toneelmuziek uit zijn pen komen.

## Bron en discografie
- Uitgave Marco Polo Records: Nationaal Symfonieorkest van Ierland o.l.v. Andrew Penny